# Campeonato regional de fútbol de Santiago Norte 2016-17
El campeonato regional de Santiago Norte 2016-17 es el campeonato que se juega en seis municipios del norte de isla de Santiago. Empezó el 17 de diciembre de 2016. El torneo lo organiza la federación de fútbol de Santiago Norte. El Grupo Desportivo Varandinha es el equipo defensor del título.
A principios de febrero la liga se suspendió a causa de las deudas que tiene la federación regional de fútbol de Santiago Norte tenía con los árbitros, que les debía los salarios de todos los partidos de la actual temporada y de 17 de las 26 jornadas del año anterior.
A finales de febrero se volvió a retomar la competición al ser pagada parte de los atrasos, y comprometerse a pagar el resto gracias a que se consiguió el patrocinio de dos compañías de telecomunicaciones del país y el aporte de los ayuntamientos.

## Sistema de competición
El campeonato es disputado por 12 equipos y se juega a 22 jornadas en formato de ida y vuelta, en formato de liga. El orden de los encuentros se decide por sorteo antes de empezar la competición. La clasificación final se establece teniendo en cuenta los puntos obtenidos en cada enfrentamiento, a razón de tres por partido ganado, uno por empate y ninguno en caso de derrota.
Si al finalizar el campeonato dos equipos igualan a puntos, los mecanismos para desempatar la clasificación son los siguientes:
- Enfrentamiento entre los clubes empatados
- Mayor diferencia entre goles a favor y en contra
- Mayor número de goles a favor
- Menos número de goles en contra
- El que tenga más victorias

El campeón gana una plaza para disputar el campeonato caboverdiano de fútbol 2017.

## Equipos participantes
| Equipo                            | Localidad             | Estadio     |
| --------------------------------- | --------------------- | ----------- |
| AJAC da Calheta                   | Calheta de São Miguel | Calheta     |
| Associação Juventus               | -                     | Cumbém      |
| Benfica de Santa Cruz             | Pedra Badejo          | 25 de Julho |
| Desportivo Calheta                | -                     | Calheta     |
| Desportivo de Santa Cruz          | Pedra Badejo          | 25 de Julho |
| Estrelas dos Amadores             | Tarrafal              | Tarrafal    |
| Flor Jovem                        | Calheta de São Miguel | Calheta     |
| Grémio Desportivo de Nhagar       | Assomada              | Cumbém      |
| Scorpions Vermelho                | Pedra Badejo          | 25 de Julho |
| Sport Clube Beira-Mar do Tarrafal | Tarrafal              | Tarrafal    |
| União Picos                       | Picos                 | Cumbém      |
| Varandinha                        | Tarrafal              | Tarrafal    |

## Tabla de posiciones
|                                         | Equipo                            | PJ | PG | PE | PP | GF | GC | DG  | PTS |
| --------------------------------------- | --------------------------------- | -- | -- | -- | -- | -- | -- | --- | --- |
| 1                                       | AJAC da Calheta                   | 22 | 15 | 3  | 4  | 48 | 27 | +21 | 48  |
| 2                                       | Benfica de Santa Cruz             | 22 | 14 | 4  | 4  | 33 | 16 | +17 | 46  |
| 3                                       | Grémio Desportivo de Nhagar       | 22 | 11 | 6  | 6  | 38 | 29 | +9  | 39  |
| 4                                       | Desportivo Calheta                | 22 | 12 | 1  | 9  | 38 | 33 | +5  | 37  |
| 5                                       | Grupo Desportivo Varandinha       | 22 | 9  | 6  | 7  | 38 | 32 | +6  | 33  |
| 6                                       | Estrelas dos Amadores             | 22 | 9  | 6  | 7  | 36 | 23 | +13 | 33  |
| 7                                       | Sport Clube Beira-Mar do Tarrafal | 22 | 9  | 6  | 7  | 36 | 36 | 0   | 33  |
| 8                                       | Scorpions Vermelho                | 22 | 8  | 7  | 7  | 30 | 31 | -1  | 31  |
| 9                                       | Flor Jovem                        | 22 | 6  | 3  | 13 | 22 | 39 | -17 | 21  |
| 10                                      | Desportivo de Santa Cruz          | 22 | 4  | 6  | 12 | 23 | 32 | -9  | 18  |
| 11                                      | Associação Juventus               | 22 | 4  | 4  | 14 | 22 | 46 | -24 | 16  |
| 12                                      | União Picos                       | 22 | 1  | 8  | 13 | 21 | 41 | -20 | 11  |
| Última actualización: 7 de mayo de 2017 |                                   |    |    |    |    |    |    |     |     |

|  | Clasificado para el campeonato caboverdiano de fútbol 2017. |

(C) Campeón

## Resultados
| Scorpions Vermelho | 0 - 4 | Estrelas dos Amadores | 25 de Julho | 17 de diciembre | 14:00 |
| União Picos        | 1 - 1 | Desp. Santa Cruz      | Cumbém      | 17 de diciembre | 14:00 |
| AJAC Calheta       | 2 - 0 | Desp. Calheta         | Calheta     | 17 de diciembre | 15:00 |
| Beira-Mar          | 2 - 2 | Varandinha            | Tarrafal    | 17 de diciembre | 15:00 |
| Benfica            | 1 - 0 | Flor Jovem            | 25 de Julho | 17 de diciembre | 16:00 |
| Grémio Nhagar      | 3 - 0 | Juventus              | Cumbém      | 17 de diciembre | 16:00 |

| Grémio Nhagar         | 1 - 1 | Benfica            | Cumbém      | 22 de diciembre | 14:00 |
| Varandinha            | 2 - 1 | União Picos        | Tarrafal    | 22 de diciembre | 14:00 |
| Desp. Calheta         | 1 - 0 | Flor Jovem         | Calheta     | 22 de diciembre | 15:00 |
| Desp. Santa Cruz      | 1 - 2 | AJAC Calheta       | 25 de Julho | 22 de diciembre | 15:00 |
| Juventus              | 0 - 3 | Scorpions Vermelho | Cumbém      | 22 de diciembre | 16:00 |
| Estrelas dos Amadores | 1 - 0 | Beira-Mar          | Tarrafal    | 22 de diciembre | 16:00 |

| Scorpions Vermelho | 2 - 2 | Grémio Nhagar         | 25 de Julho | 29 de diciembre | 14:00 |
| Flor Jovem         | 1 - 1 | Desp. Santa Cruz      | Calheta     | 29 de diciembre | 14:00 |
| Juventus           | 1 - 5 | Beira-Mar             | Cumbém      | 29 de diciembre | 14:00 |
| Benfica            | 0 - 1 | Desp. Calheta         | 25 de Julho | 29 de diciembre | 16:00 |
| AJAC Calheta       | 1 - 0 | Varandinha            | Calheta     | 29 de diciembre | 16:00 |
| União Picos        | 1 - 2 | Estrelas dos Amadores | Cumbém      | 29 de diciembre | 16:00 |

| Desp. Santa Cruz      | 1 - 2 | Desp. Calheta | 25 de Julho | 7 de enero | 14:00 |
| Juventus              | 1 - 1 | União Picos   | Cumbém      | 7 de enero | 14:00 |
| Estrelas dos Amadores | 1 - 1 | AJAC Calheta  | Tarrafal    | 7 de enero | 15:00 |
| Scorpions Vermelho    | 1 - 2 | Benfica       | 25 de Julho | 7 de enero | 16:00 |
| Grémio Nhagar         | 0 - 1 | Beira-Mar     | Cumbém      | 7 de enero | 16:00 |
| Varandinha            | 3 - 1 | Flor Jovem    | Tarrafal    | 8 de enero | 16:00 |

| Flor Jovem    | 0 - 3 | Estrelas dos Amadores | Calheta     | 11 de enero | 14:00 |
| Beira-Mar     | 1 - 1 | Scorpions Vermelho    | Tarrafal    | 11 de enero | 15:00 |
| Desp. Calheta | 1 - 4 | Varandinha            | Calheta     | 11 de enero | 16:00 |
| AJAC Calheta  | 3 - 1 | Juventus              | Calheta     | 12 de enero | 15:00 |
| Benfica       | 1 - 0 | Desp. Santa Cruz      | 25 de Julho | 13 de enero | 15:00 |
| União Picos   | 1 - 2 | Grémio Nhagar         | Cumbém      | 14 de enero | 15:00 |

| Varandinha            | 1 - 1 | Desp. Santa Cruz | Tarrafal    | 20 de enero | 15:00 |
| Scorpions Vermelho    | 1 - 0 | União Picos      | 25 de Julho | 21 de enero | 14:00 |
| Beira-Mar             | 0 - 2 | Benfica          | Tarrafal    | 21 de enero | 14:00 |
| Estrelas dos Amadores | 0 - 1 | Desp. Calheta    | Tarrafal    | 21 de enero | 16:00 |
| Grémio Nhagar         | 3 - 1 | AJAC Calheta     | Cumbém      | 21 de enero | 16:00 |
| Juventus              | 0 - 1 | Flor Jovem       | Cumbém      | 21 de enero | 16:00 |

| Desp. Santa Cruz | 1 - 2 | Estrelas dos Amadores | 25 de Julho | 25 de enero | 14:00 |
| Desp. Calheta    | 0 - 2 | Juventus              | Calheta     | 25 de enero | 14:00 |
| União Picos      | 2 - 2 | Beira-Mar             | Cumbém      | 25 de enero | 15:00 |
| Benfica          | 2 - 1 | Varandinha            | 25 de Julho | 25 de enero | 16:00 |
| AJAC Calheta     | 2 - 0 | Scorpions Vermelho    | Calheta     | 25 de enero | 16:00 |
| Flor Jovem       | 4 - 3 | Grémio Nhagar         | Calheta     | 26 de enero | 15:00 |

| Juventus              | 0 - 3 | Desp. Santa Cruz | Cumbém      | 28 de enero | 16:00 |
| Grémio Nhagar         | 2 - 1 | Desp. Calheta    | Cumbém      | 29 de enero | 14:00 |
| Beira-Mar             | 2 - 4 | AJAC Calheta     | Tarrafal    | 29 de enero | 14:00 |
| Scorpions Vermelho    | 3 - 2 | Flor Jovem       | 25 de Julho | 29 de enero | 15:00 |
| União Picos           | 0 - 1 | Benfica          | Cumbém      | 29 de enero | 16:00 |
| Estrelas dos Amadores | 0 - 1 | Varandinha       | Tarrafal    | 29 de enero | 16:00 |

| Varandinha       | 3 - 1 | Juventus              | Tarrafal    | 5 de febrero | 14:00 |
| Desp. Calheta    | 1 - 2 | Scorpions Vermelho    | Calheta     | 5 de febrero | 14:00 |
| Desp. Santa Cruz | 1 - 2 | Grémio Nhagar         | 25 de Julho | 5 de febrero | 14:00 |
| Benfica          | 0 - 1 | Estrelas dos Amadores | 25 de Julho | 5 de febrero | 16:00 |
| AJAC Calheta     | 2 - 2 | União Picos           | Calheta     | 5 de febrero | 16:00 |
| Beira-Mar        | 2 - 0 | Flor Jovem            | Tarrafal    | 5 de febrero | 16:00 |

| Grémio Nhagar      | 3 - 2 | Varandinha            | Cumbém      | 25 de febrero | 14:00 |
| Scorpions Vermelho | 1 - 0 | Desp. Santa Cruz      | 25 de Julho | 25 de febrero | 15:00 |
| AJAC Calheta       | 1 - 2 | Benfica               | Calheta     | 25 de febrero | 16:00 |
| Juventus           | 1 - 3 | Estrelas dos Amadores | Cumbém      | 25 de febrero | 16:00 |
| Beira-Mar          | 1 - 3 | Desp. Calheta         | Tarrafal    | 25 de febrero | 16:00 |
| União Picos        | 2 - 2 | Flor Jovem            | Cumbém      | 26 de febrero | 16:00 |

| Benfica               | 3 - 1 | Juventus           | 25 de Julho | 4 de marzo | 14:00 |
| Flor Jovem            | 0 - 3 | AJAC Calheta       | Calheta     | 4 de marzo | 15:00 |
| Estrelas dos Amadores | 4 - 0 | Grémio Nhagar      | Tarrafal    | 4 de marzo | 16:00 |
| Desp. Santa Cruz      | 2 - 2 | Beira-Mar          | 25 de Julho | 4 de marzo | 16:00 |
| Desp. Calheta         | 2 - 0 | União Picos        | Calheta     | 5 de marzo | 14:00 |
| Varandinha            | 0 - 0 | Scorpions Vermelho | Tarrafal    | 5 de marzo | 15:00 |

| Flor Jovem            | 0 - 2 | Benfica            | Calheta     | 11 de marzo | 14:00 |
| Estrelas dos Amadores | 1 - 2 | Scorpions Vermelho | Tarrafal    | 11 de marzo | 14:00 |
| Juventus              | 1 - 2 | Grémio Nhagar      | Cumbém      | 3 de mayo   |       |
| Desp. Calheta         | 4 - 0 | AJAC Calheta       | Calheta     | 11 de marzo | 16:00 |
| Desp. Santa Cruz      | 3 - 2 | União Picos        | 25 de Julho | 11 de marzo | 16:00 |
| Varandinha            | 2 - 2 | Beira-Mar          | Tarrafal    | 11 de marzo | 16:00 |

| Benfica            | 0 - 0 | Grémio Nhagar         | 25 de Julho | 15 de marzo | 14:00 |
| Flor Jovem         | 0 - 1 | Desp. Calheta         | Calheta     | 15 de marzo |       |
| Scorpions Vermelho | 0 - 0 | Juventus              | 25 de Julho | 15 de marzo |       |
| AJAC Calheta       | 4 - 1 | Desp. Santa Cruz      | Calheta     | 15 de marzo |       |
| União Picos        | 2 - 3 | Varandinha            | Cumbém      | 15 de marzo | 15:00 |
| Beira-Mar          | 1 - 1 | Estrelas dos Amadores | Tarrafal    | 15 de marzo | 15:00 |

| Estrelas dos Amadores | 0 - 0 | União Picos        | Tarrafal    | 19 de marzo |  |
| Beira-Mar             | 2 - 1 | Juventus           | Tarrafal    | 19 de marzo |  |
| Varandinha            | 0 - 1 | AJAC Calheta       | Tarrafal    | 19 de marzo |  |
| Grémio Nhagar         | 0 - 0 | Scorpions Vermelho | Cumbém      | 19 de marzo |  |
| Desp. Calheta         | 2 - 3 | Benfica            | Calheta     | 19 de marzo |  |
| Desp. Santa Cruz      | 0 - 2 | Flor Jovem         | 25 de Julho | 19 de marzo |  |

| Flor Jovem    | 2 - 1 | Varandinha            | Calheta     | 25 de marzo | 14:00 |
| Benfica       | 0 - 1 | Scorpions Vermelho    | 25 de Julho | 25 de marzo | 16:00 |
| União Picos   | 1 - 1 | Juventus              | Cumbém      | 25 de marzo | 16:00 |
| AJAC Calheta  | 1 - 0 | Estrelas dos Amadores | Calheta     | 25 de marzo | 16:00 |
| Beira-Mar     | 2 - 1 | Grémio Nhagar         | Tarrafal    | 25 de marzo | 16:00 |
| Desp. Calheta | 1 - 2 | Desp. Santa Cruz      | Calheta     | 26 de marzo | 16:00 |

| Varandinha            | 1 - 2 | Desp. Calheta | Tarrafal    | 1 de abril | 14:00 |
| Grémio Nhagar         | 4 - 1 | União Picos   | Cumbém      | 1 de abril | 14:00 |
| Scorpions Vermelho    | 0 - 2 | Beira-Mar     | 25 de Julho | 1 de abril | 14:00 |
| Desp. Santa Cruz      | 0 - 1 | Benfica       | 25 de Julho | 1 de abril | 16:00 |
| Estrelas dos Amadores | 3 - 0 | Flor Jovem    | Tarrafal    | 1 de abril | 16:00 |
| Juventus              | 2 - 4 | AJAC Calheta  | Cumbém      | 1 de abril | 16:00 |

| Desp. Santa Cruz | 1 - 1 | Varandinha            | 25 de Julho | 8 de abril | 14:00 |
| Desp. Calheta    | 1 - 1 | Estrelas dos Amadores | Calheta     | 8 de abril | 14:00 |
| União Picos      | 1 - 1 | Scorpions Vermelho    | Cumbém      | 8 de abril | 16:00 |
| AJAC Calheta     | 1 - 1 | Grémio Nhagar         | Calheta     | 8 de abril | 16:00 |
| Benfica          | 3 - 0 | Beira-Mar             | 25 de Julho | 8 de abril | 16:00 |
| Flor Jovem       | 1 - 2 | Juventus              | Calheta     | 9 de abril | 16:00 |

| Beira-Mar             | 1 - 0 | União Picos      | Tarrafal    | 12 de abril | 15:00 |
| Varandinha            | 0 - 2 | Benfica          | Tarrafal    | 13 de abril | 14:00 |
| Scorpions Vermelho    | 4 - 2 | AJAC Calheta     | 25 de Julho | 13 de abril | 14:00 |
| Grémio Nhagar         | 0 - 1 | Flor Jovem       | Cumbém      | 13 de abril | 14:00 |
| Estrelas dos Amadores | 0 - 0 | Desp. Santa Cruz | Tarrafal    | 13 de abril | 16:00 |
| Juventus              | 1 - 2 | Desp. Calheta    | Cumbém      | 13 de abril | 16:00 |

| Flor Jovem       | 0 - 0 | Scorpions Vermelho    | Calheta     | 18 de abril | 16:00 |
| Benfica          | 2 - 0 | União Picos           | 25 de Julho | 19 de abril | 14:00 |
| AJAC Calheta     | 2 - 1 | Beira-Mar             | Calheta     | 19 de abril | 14:00 |
| Varandinha       | 4 - 3 | Estrelas dos Amadores | Tarrafal    | 19 de abril | 15:00 |
| Desp. Santa Cruz | 0 - 1 | Juventus              | 25 de Julho | 19 de abril | 16:00 |
| Desp. Calheta    | 1 - 3 | Grémio Nhagar         | Calheta     | 19 de abril | 16:00 |

| Scorpions Vermelho    | 3 - 4 | Desp. Calheta    | 25 de Julho | 23 de abril |  |
| Grémio Nhagar         | 2 - 1 | Desp. Santa Cruz | Cumbém      | 23 de abril |  |
| Juventus              | 1 - 3 | Varandinha       | Calheta     | 23 de abril |  |
| Flor Jovem            | 2 - 3 | Beira-Mar        | Calheta     | 23 de abril |  |
| Estrelas dos Amadores | 1 - 1 | Benfica          | Tarrafal    | 23 de abril |  |
| União Picos           | 0 - 3 | AJAC Calheta     | Cumbém      | 23 de abril |  |

| Varandinha            | 0 - 0 | Grémio Nhagar      | Tarrafal    | 29 de abril | 14:00 |
| Desp. Santa Cruz      | 3 - 2 | Scorpions Vermelho | 25 de Julho | 29 de abril | 15:00 |
| Estrelas dos Amadores | 1 - 2 | Juventus           | Tarrafal    | 29 de abril | 16:00 |
| Desp. Calheta         | 6 - 3 | Beira-Mar          | Calheta     | 29 de abril | 16:00 |
| Benfica               | 2 - 3 | AJAC Calheta       | 25 de Julho | 30 de abril | 16:00 |
| Flor Jovem            | 3 - 0 | União Picos        | Calheta     | 3 de mayo   | 15:00 |

| União Picos        | 2 - 1 | Desp. Calheta         | Cumbém      | 6 de mayo | 14:00 |
| Juventus           | 2 - 2 | Benfica               | Cumbém      | 6 de mayo | 16:00 |
| AJAC Calheta       | 5 - 0 | Flor Jovem            | Calheta     | 6 de mayo | 16:00 |
| Scorpions Vermelho | 3 - 4 | Varandinha            | 25 de Julho | 6 de mayo | 16:00 |
| Beira-Mar          | 1 - 0 | Desp. Santa Cruz      | Calheta     | 6 de mayo | 16:00 |
| Grémio Nhagar      | 4 - 3 | Estrelas dos Amadores | Cumbém      | 7 de mayo | 16:00 |

### Evolución de las posiciones
| Equipo / Jornada      | 01 | 02 | 03 | 04 | 05 | 06 | 07 | 08 | 09 | 10 | 11 | 12 | 13 | 14 | 15 | 16 | 17 | 18 | 19 | 20 | 21 | 22 |
| --------------------- | -- | -- | -- | -- | -- | -- | -- | -- | -- | -- | -- | -- | -- | -- | -- | -- | -- | -- | -- | -- | -- | -- |
| AJAC da Calheta       | 3  | 2  | 2  | 2  | 2  | 2  | 2  | 1  | 1  | 4  | 3  | 3  | 3  | 2  | 1  | 1  | 2  | 2  | 2  | 2  | 2  | 1  |
| Asso Juventus         | 11 | 12 | 12 | 12 | 12 | 12 | 10 | 11 | 12 | 12 | 12 | 12 | 12 | 12 | 12 | 12 | 11 | 11 | 11 | 11 | 11 | 11 |
| Beira-Mar             | 6  | 8  | 5  | 4  | 6  | 7  | 7  | 8  | 7  | 8  | 8  | 8  | 8  | 8  | 8  | 7  | 7  | 6  | 7  | 7  | 8  | 7  |
| Benfica Santa Cruz    | 4  | 5  | 7  | 6  | 4  | 3  | 3  | 2  | 3  | 2  | 2  | 1  | 1  | 1  | 2  | 2  | 1  | 1  | 1  | 1  | 1  | 2  |
| Desportivo Calheta    | 10 | 7  | 3  | 3  | 5  | 4  | 4  | 6  | 8  | 7  | 7  | 4  | 4  | 4  | 5  | 4  | 4  | 4  | 4  | 3  | 3  | 4  |
| Desportivo Santa Cruz | 7  | 9  | 9  | 9  | 10 | 10 | 12 | 10 | 10 | 10 | 10 | 9  | 9  | 10 | 10 | 10 | 9  | 10 | 10 | 10 | 10 | 10 |
| Estrelas Amadores     | 1  | 1  | 1  | 1  | 1  | 1  | 1  | 3  | 2  | 1  | 1  | 2  | 2  | 3  | 3  | 3  | 3  | 3  | 3  | 4  | 4  | 6  |
| Flor Jovem            | 9  | 11 | 11 | 11 | 11 | 9  | 9  | 9  | 9  | 9  | 9  | 10 | 10 | 9  | 9  | 9  | 10 | 9  | 9  | 9  | 9  | 9  |
| Grémio Nhagar         | 2  | 3  | 4  | 7  | 7  | 6  | 5  | 4  | 5  | 3  | 5  | 6  | 7  | 7  | 7  | 6  | 6  | 7  | 6  | 5  | 5  | 3  |
| Scorpions Vermelho    | 12 | 6  | 8  | 8  | 8  | 8  | 8  | 7  | 6  | 6  | 6  | 5  | 6  | 5  | 4  | 5  | 5  | 5  | 5  | 6  | 6  | 8  |
| União Picos           | 8  | 10 | 10 | 10 | 9  | 11 | 11 | 12 | 11 | 11 | 11 | 11 | 11 | 11 | 11 | 11 | 12 | 12 | 12 | 12 | 12 | 12 |
| Varandinha            | 5  | 4  | 6  | 5  | 3  | 5  | 6  | 5  | 4  | 5  | 5  | 7  | 5  | 6  | 6  | 8  | 8  | 8  | 8  | 8  | 7  | 5  |

## Estadísticas
- Mayor goleada: AJAC Calheta 5 - 0 Flor Jovem (6 de mayo)
- Partido con más goles: Desportivo Calheta 6 - 3 Gremio Nhagar (29 de abril)
- Mejor racha ganadora: Benfica; 5 jornadas (jornada 4 a 8)
- Mejor racha invicta: Scorpions Vermelho; 8 jornadas (jornada 8 a 15)
- Mejor racha marcando: Desportivo Calheta; 15 jornadas (jornada 8 a 22)
- Mejores racha imbatida: Benfica Santa Cruz; 4 jornadas (jornada 16 a 19)